# Gnadenbild Mariahilf
Das Gnadenbild Mariahilf ist ein Werk von Lucas Cranach dem Älteren, geschaffen nach 1537. Es befindet sich im Hochaltar des Innsbrucker Doms. Das Gnadenbild wurde sehr häufig kopiert. Das Motiv wurde zu einem der am weitesten verbreiteten Marienbilder in Tirol, Süddeutschland und im Alpenraum.

## Bildbeschreibung
Das Madonnenbild zeigt eine in der Art der einfachen Bevölkerung gekleidete, nach halblinks gewandt sitzende junge Frau in Dreiviertelfigur vor dunklem Hintergrund, die ein nacktes Kind auf ihrem Schoß hält. Die Frau trägt ein blaues Unterkleid und einen roten Überwurf, ihr langes blondes Haar ist nach hinten gekämmt und wird von einem Haarreif gehalten. Ihr Kopf ist von einem dünnen transparenten Schleier bedeckt, der auch über den Kopf des Kindes fällt, das aufgerichtet und zur Mutter gewandt ist und mit der Rechten nach deren Wange greift. Bis auf die für Mariendarstellungen typische rot-blaue Farbenkombination ihrer Kleidung hat die Frau kein erkennbares Marien- oder Heiligenattribut. Der Bildtypus geht jedoch auf die byzantinische Eleousa (Glykophilousa) zurück, einer Darstellungsform von Maria mit dem Kind, wobei dieses sich an das Gesicht der Mutter schmiegt.

## Geschichte
Lucas Cranach, kursächsischer Hofmaler und Freund Martin Luthers, hatte das Bild für den sächsischen Hof in Dresden gemalt. Erzherzog Leopold V. wählte es als Gastgeschenk bei einem Besuch und brachte das Bild aus Dresden zuerst nach Passau, wo er Bischof war, und dann nach Innsbruck, wo er Regent war. Im Dreißigjährigen Krieg wurde es bei Marienandachten öffentlich verehrt, und um 1650 erhielten es die Innsbrucker für ihre Pfarrkirche, den heutigen Dom.
Das Bild wurde zum Inbegriff der Maria, Hilfe der Christen und hat sich in unzähligen Kopien und Variationen vor allem im Alpenraum sehr weit verbreitet: als Vorsatzbild an Altären für Kirchen und Kapellen, als religiöse Fassadenmalerei und als privates Andachtsbild. Zu den frühen Kopien zählen die 1660 gestiftete Kopie für die Wiener Mariahilfer-Kirche oder die 1671 gemalte Kopie in der Kirche St. Dionysius in Neunkirchen bei Weiden. Außerdem fand das Motiv auch Eingang als Votivbild oder mit ähnlichen Intentionen im erweiterten Kontext. Zudem existieren dreidimensionale Umsetzungen des ursprünglichen Tafelbildes als Relief und Skulptur.
1989 war das Bild Briefmarkenmotiv der Österreichischen Post für das Motiv 25 Jahre Diözese Innsbruck 1989.

## Kopien des Gnadenbilds
Kopien des Bildes als Gemälde, zum Teil auch als Skulpturen, die oft zum Zentrum eigener Wallfahrten wurden, befinden sich u. a. in:

### Deutschland

#### Bayern
- Amberg, Oberpfalz: Wallfahrtskirche Maria Hilf
- Bad Tölz, Oberbayern: Stadtpfarrkirche Mariä Himmelfahrt
- Bamberg, Oberfranken: Pfarrkirche Maria Hilf im Stadtteil Wunderburg
- Baumgarten (Aislingen), Schwaben: Filialkirche St. Leonhard
- Benediktbeuern, Oberbayern: Klosterkirche St. Benedikt
- Beratzhausen, Oberpfalz: Wallfahrtskirche Maria-Hilf
- Berchtesgaden, Oberbayern: Wallfahrtskirche Maria Gern
- Chamerau, Oberpfalz: Pfarrkirche St. Peter und Paul
- Eschenlohe, Oberbayern: Pfarrkirche St. Clemens
- Fuchsmühl, Oberpfalz: Wallfahrtskirche Maria Hilf
- Greding-Linden, Mittelfranken: Filialkirche Maria Hilf
- Günzburg: Heimatmuseum
- Iffeldorf, Oberbayern: Pfarrkirche St. Vitus
- Kleinerdlingen, Schwaben: Pfarrkirche St. Johannes d. T. (früher in der gegenüberliegenden Maria-Hilf-Kapelle)
- Landshut, Niederbayern: Wallfahrtskapelle Maria Bründl
- Laufen an der Salzach, Oberbayern: Karner, Maria-Hilf-Kapelle[3]
- Markt Schwaben, Oberbayern: Mariahilf-Kapelle (Markt Schwaben)
- München, Oberbayern: Pfarrkirche St. Peter
- Neumarkt in der Oberpfalz: Wallfahrtskirche Maria Hilf
- Passau, Niederbayern: Wallfahrtskirche Mariahilf
- Pleinfeld, Mittelfranken: Hueber-Kapelle
- Reimlingen, Schwaben: Maria-Hilf-Kapelle
- Schwandorf, Oberpfalz: Pfarr- und Klosterkirche Zu Unserer Lieben Frau vom Kreuzberg
- Tödtenried, Schwaben: Pfarrkirche St. Katharina
- Vilgertshofen, Oberbayern: Wallfahrtskirche Zur Schmerzhaften Muttergottes
- Vilsbiburg, Niederbayern: Wallfahrtskirche Maria Hilf
- Weßling-Grünsink, Oberbayern: Wallfahrtskirche Maria Hilf
- Zeil am Main, Unterfranken: Wallfahrtskirche Zeiler Käppele

#### Baden-Württemberg
- Bad Mergentheim: Kapuzinerkirche, Kapuzinerkloster
- Schwendi: Pfarrkirche St. Stephanus
- Weingarten: Basilika St. Martin
- Wernau (Neckar): Maria-Hilf-Kapelle im ehemaligen Ortsteil Steinbach

#### Brandenburg
- Bernau: Herz-Jesu-Kirche

#### Nordrhein-Westfalen
- Oberhausen-Sterkrade: Propsteikirche St. Clemens

#### Rheinland-Pfalz
- Koblenz-Neuendorf: Pfarrkirche St. Peter (aus der nach Trier versetzten Kapelle, s. u.)
- Wasserliesch: Pfarrkirche St. Aper
- Trier: Maria-Hilf-Kapelle (die Kapelle stand ursprünglich in Koblenz, s. o.)
- Trier: Pfarrkirche St. Gangolf

#### Sachsen
- Dresden: Garnisonkirche St. Martin

### Österreich

#### Niederösterreich
- Föllim: Filial- und Wallfahrtskirche hl. Herz Mariens
- Wienerwald-Sulz im Wienerwald[4]

#### Oberösterreich
- Braunau am Inn Neustadt: Pfarrkirche St. Franziskus
- Mondsee: Hilfbergkirche
- Maria Schmolln: Wallfahrtskirche

#### Land Salzburg
- Faistenau: Pfarrkirche St. Jakobus d. Ä.
- Salzburg: Erhardkirche, im südlichen Oratorium
- Salzburg: Maria Plain, an der Wand der 1. östlichen Seitenkapelle

#### Tirol
- Erl: Pfarrkirche St. Andreas
- Innsbruck, Mariahilf-St. Nikolaus: Mariahilfkirche
- Kitzbühel: Liebfrauenkirche
- Kufstein: Wallfahrtskirche Maria Hilf

#### Wien
- Wien-Liesing: Pfarrkirche Atzgersdorf
- Wien-Mariahilf: Mariahilfer Kirche (Modell des Hochaltars mit kleiner Kopie des Gnadenbildes im Bayerischen Nationalmuseum in München.)
- Rudolfsheim-Fünfhaus: Kalasantinerkirche Maria, Hilfe der Christen (Kopie des Gnadenbildes, 1894 durch Josef Kastner den Jüngeren angefertigt, die seit 1902 „Unsere liebe Frau der Kalasantiner“ genannt wird.)

### England
- Chester: Kathedrale

### Italien

#### Lombardei
- Malegno: Chiesa di Sant’Andrea Vecchia

#### Südtirol
- Bozen: Pfarrkirche Maria Himmelfahrt
- Meran: Pfarrkirche St. Nikolaus
- Schenna: Schlosskapelle Schloss Schenna
- Lana: Kapuziner-Kirche
- Wolkenstein in Gröden: Pfarrkirche Maria Himmelfahrt
- St. Peter (Villnöß): Friedhofskapelle

#### Trentino
- Rovereto: Erzpfarrkirche San Marco
- Segonzano: Wallfahrtskirche-Santuario „Madonna dell'Aiuto“
- Fiera di Primiero: Kirche „Madonna dell'Aiuto“
- Lodrone di Storo
- Nogaredo
- Castel Pietra bei Calliano

### Schweiz
- Menzingen, Kanton Zug: Wallfahrts- und Klosterkirchlein des Kapuzinerinnenklosters Maria Hilf auf dem Gubel
- Luzern: Mariahilfkirche

### Slowenien
- Radmannsdorf-Pirkendorf: Basilika Maria Hilf

### Tschechische Republik
Böhmen
- Anenská Studánka, Bezirk Děčín, Mariahilf-Kapelle
- Duchcov, Mariahilf-Kapelle
- Filipov, Basilika ♁  (Bazilika Panny Marie Pomocnice křesťanů)
- Karlsbad-Zettlitz, Wallfahrtskirche St. Anna
- Kostomlaty pod Milešovkou, Mariahilf-Kapelle
- Kravaře, Mariahilf-Kapelle
- Luditz-Maria Stock, Wallfahrtskirche St. Maria Heimsuchung
- Markt Eisenstein, Pfarrkirche Jungfrau Maria vom Stern (Panna Maria Pomocná z Hvězdy)
- Rožmitál na Šumavě, Maria-Hilf-Kirche
- Teplice nad Metují, Maria-Hilf-Kirche
- Železná Ruda, Maria-Hilf-Kirche

Mähren
- Brtnice Mariahilf-Kapelle
- Fulnek – Dreifaltigkeitskirche
- Nezamyslice Mariahilf-Kapelle
- Olomouc Nová strasse Mariahilf-Kirche
- Mariahilf-Kapelle (Znojmo)

Schlesien
- Bílovec Mariahilf-Kapelle
- Bruntál Maria-Hilf-Wallfahrtskirche
- Maria-Hilf-Wallfahrtstätte bei Zlaté Hory

### Ungarn
- Bodajk, Komitat Fejér: Pfarr- und Wallfahrtskirche Maria Hilf

### Skulpturen
- Schankweiler, Rheinland-Pfalz: Schankweiler Klause, Hochaltar
- Warschau, Polen: Passauer Marienbild in Warschau vom Bildhauer Giuseppe Bellotti